# Orphnurgus protectus
Orphnurgus protectus is een zeekomkommer uit de familie Deimatidae.
De wetenschappelijke naam van de soort werd in 1901 gepubliceerd door Carel Philip Sluiter.